# 龍頭山公園
龍頭山公園（ヨンドゥサンこうえん）は、大韓民国釜山広域市中区にある公園。龍頭山と呼ばれる丘が公園となっており、山頂部には釜山タワーがある。

## 概説
釜山南部の繁華街・南浦洞に隣接し、商店街からエスカレータで登ることができる。公園からは釜山港や影島を一望でき、また釜山タワーの下には李舜臣の巨像がそびえ立っている。
朝鮮王朝後期（日本の江戸時代）には、この山を含む一帯は倭館（草梁倭館）の敷地であり、釜山開港後は日本人居留地となった。龍頭山には倭館時代に社が建てられ、のちに龍頭山神社となった。現在、公園の一隅にこの周辺が倭館だったことを記す石碑が建てられている。

## 施設
- 釜山タワー
- 李舜臣像…ソウル特別市にある銅像と並び有名